# W wie Wissen
W wie Wissen war eine Fernsehsendung, die von 2003 bis 2022 als Gemeinschaftsproduktion der ARD-Rundfunkanstalten BR, SWR, WDR, NDR und HR hergestellt wurde. Sie entstand aus dem Umwelt- und Wissensmagazin Globus (1981–2002).

## Inhalt
Fester Bestandteil des Magazins war eine Zeitlang – beginnend am 21. Januar 2004 – eine humoristische Rubrik, die der Arzt und Kabarettist Eckart von Hirschhausen gestaltete. Bis Juli 2005 beantwortete er unter dem Motto „Dr. von Hirschhausen will’s wissen“ knifflige Zuschauerfragen und von Januar bis Juli 2006 beschäftigten sich „Hirschhausens WissensBisse“ mit abseitigen Nachrichten aus der Wissenschaft. Im August 2006 wurden Hirschhausens Beiträge durch die Rubrik „Die Welt in Zahlen“ ersetzt. Darin erfahren die Zuschauer in etwa anderthalbminütigen animierten Spots überraschende und kuriose Zahlen zum Schwerpunktthema der Sendung.

## Ausstrahlung
Das Wissenschaftsmagazin wurde seit dem 7. Mai 2003 wöchentlich produziert. Anfangs wurde W wie Wissen mittwochs um 21.45 Uhr ausgestrahlt. Von Januar 2006 bis August 2014 lief es sonntags um 17.03 Uhr im Ersten; seit dem 6. September 2014 samstags um 16.00 Uhr.
Seit März 2011 wurde die Sendung auch in HDTV mit Dolby-Digital-5.1-Klang ausgestrahlt.

## Moderation
Bis zum 20. Juli 2005 führte Ursula Heller (BR) durch die Sendung. Nach einer halbjährigen Unterbrechung übernahm ab dem 8. Januar 2006 Ranga Yogeshwar (WDR) die Moderation (bis Dezember 2007). Seit dem 6. Januar 2008 moderiert Dennis Wilms (SWR) und seit 2021 auch sein Vertreter Adrian Pflug W wie Wissen.

## Einstellung
Zum Jahresende 2022 wurde W wie Wissen eingestellt. Hintergrund ist die Fokussierung auf das neue Format ARD Wissen, das am 9. Januar 2023 startete und montags um 22.50 Uhr nach den Tagesthemen ausgestrahlt wird. Statt Magazine sollen bei ARD Wissen moderierte Dokumentationen ausgestrahlt werden.